# Knemodynerus lahorensis
Knemodynerus lahorensis är en stekelart som först beskrevs av S. Ahmad och Ahsan 1976.  Knemodynerus lahorensis ingår i släktet Knemodynerus och familjen Eumenidae. Inga underarter finns listade i Catalogue of Life.